# Anton Črnivec
Anton Črnivec, slovenski učitelj, srednješolski profesor matematike in fizike ter pisec učbenikov, * 18. september 1856, Šentvid pri Stični, † 11. oktober 1936, Ljubljana.

## Zunanje povetave
- Šlebinger Janko. »Črnivec Anton«. Slovenski biografski leksikon. Ljubljana: ZRC SAZU, 2013 – prek Slovenska biografija.